# Dęby Łyse
Dęby Łyse – zlikwidowany wąskotorowy przystanek osobowy w Łysych na linii kolejowej Dęby – Łomża Wąskotorowa, w powiecie ostrołęckim, w województwie mazowieckim, w Polsce.